# Estação de Bombagem a Vapor de D.F. Wouda
A Estação de Bombagem a Vapor de D.F. Wouda (em neerlandês: ir. D.F. Woudagemaal) é uma estação de bombagem (português europeu) ou bombeamento (português brasileiro) nos Países Baixos, e a maior ainda com bombas a vapor em operação no mundo. Em 7 de outubro de 1920 a Rainha Guilhermina dos Países Baixos abriu a estação de bombagem. Foi construída a fim de bombear o excesso de água da Frísia, uma província ao norte da Holanda.
Em 1967, após funcionar com carvão durante 47 anos, os aquecedores foram convertidos a fim de funcionarem com óleo diesel. Tem uma capacidade de bombagem de 4,000 m3 por minuto. A estação de bombagem é usada hoje em dia como suplementar à capacidade de bombagem da J.L. Hooglandgemaal em caso de aumento excepcional do nível de água na Frísia, o que acontece apenas algumas vezes ao ano.
Desde 1998 a ir. D.F. Woudagemaal está listada como Patrimônio Mundial da UNESCO.
A estação é aberta a visitas regularmente.

## Localização
A estação de bombagem está localizada em Tacozijl nas cercanias de Lemmer.

## Imagens

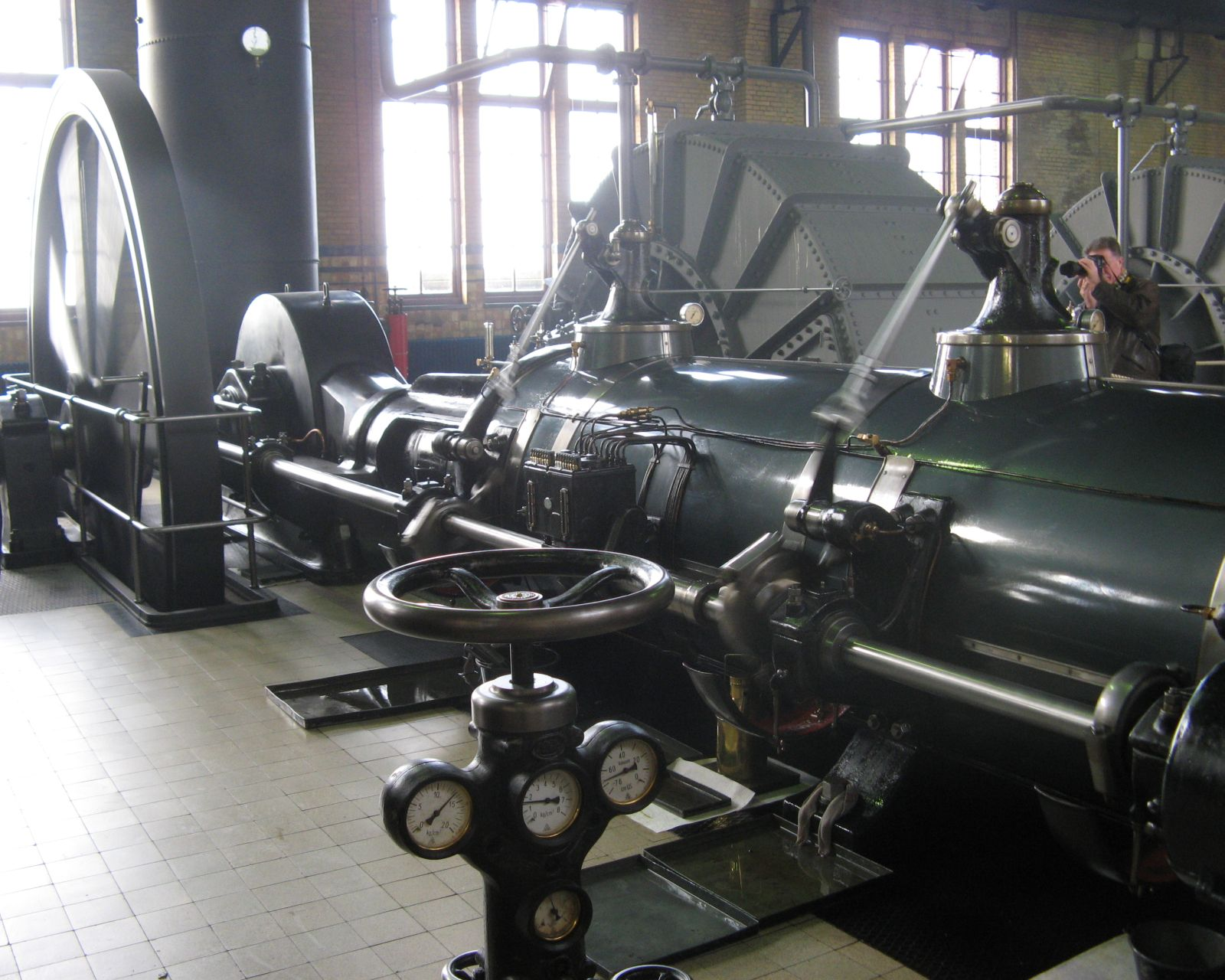
Um dos motores a vapor em funcionamento
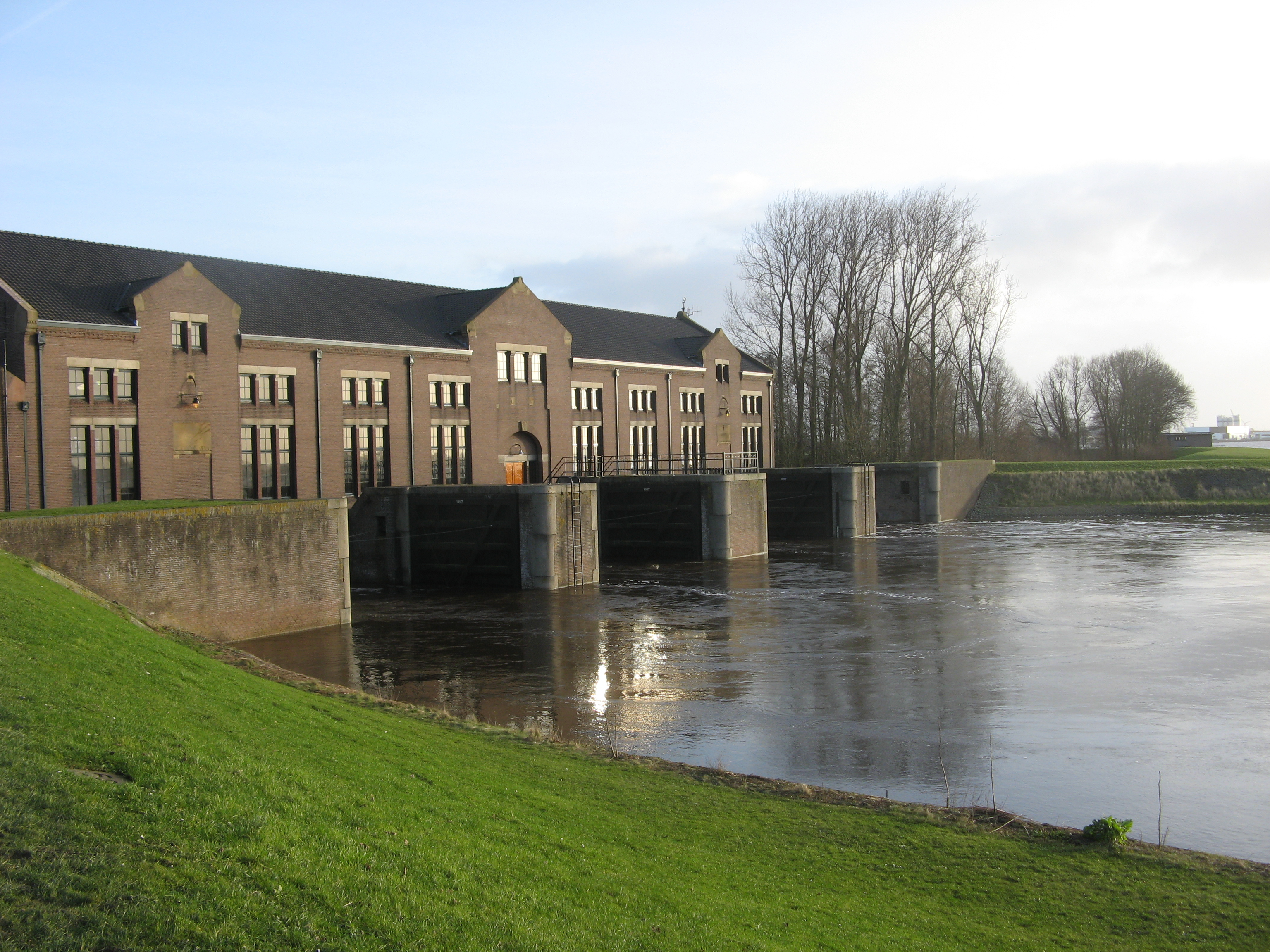
Lado voltado para o mar
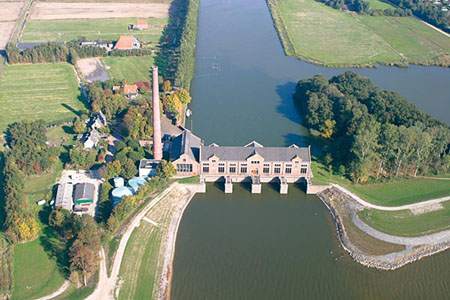
Vista aérea